# Скелетон на зимних Олимпийских играх 2006

В скелетоне на Олимпиаде 2006 года в Турине было разыграно 2 комплекта наград — среди мужчин и женщин. Женщины соревновались 16 февраля, а мужчины — 17 февраля.
Соревнования прошли в Чезане Париоль (итал. Cesana Pariol).

## Медалисты
| Дисциплина | Золото                          | Серебро                             | Бронза                                      |
| Мужчины    | Дафф Гибсон Канада 1:55,88      | Джефф Пэйн Канада 1:56,14           | Грегор Штели Швейцария 1:56,80              |
| Женщины    | Майя Педерсен Швейцария 1:59,83 | Шелли Рудман Великобритания 2:01,06 | Меллиса Холлингсуорт-Ричардс Канада 2:01,41 |